# Міріана Конте
Міріана Конте (мальт. Miriana Conte, нар. 17 грудня 2001) — мальтійська R&B та соул співачка. Представниця Мальти на Пісенному конкурсі Євробачення 2025 з піснею «Serving».

## Біографія та кар'єра
Міріана Конте працює в музичній індустрії з підліткового віку. Вона здобула популярність на Мальті у 2018 році, коли у віці 17 років взяла участь у Х-факторі. Конте також була неодноразовою учасницею Malta Eurovision Song Contest, мальтійського відбору на Євробачення, — 2017 року з піснею «Don't Look Down» фінішувала останньою, 2018 року з піснею «Rocket» посіла 12 місце, а 2022 року зайняла 6 місце з «Look What You've Done Now».
2024 року Міріана Конте знову взяла участь у відборі, де стала переможницею в голосуванні глядачів і здобула 94 бали, що в поєднанні з голосуванням журі принесло їй загальні 182 бали й перемогу на Malta Eurovision Song Contest. Співачка виступала як представниця Мальти з піснею «Serving» у другому півфіналі Пісенного конкурсу Євробачення 2025 в Базелі, Швейцарія. У пісні, в якій Конте співає «serving kant», є гра слів, де мальтійське слово, яке означає «спів», звучить як популярний сленговий термін «serving cunt». 15 травня 2025 року Міріана Конте кваліфікувалася до фіналу конкурсу, який відбувся 17 травня — співачка посіла 17 місце на Євробаченні, здобувши 83 бали від журі та 8 балів від глядачів.

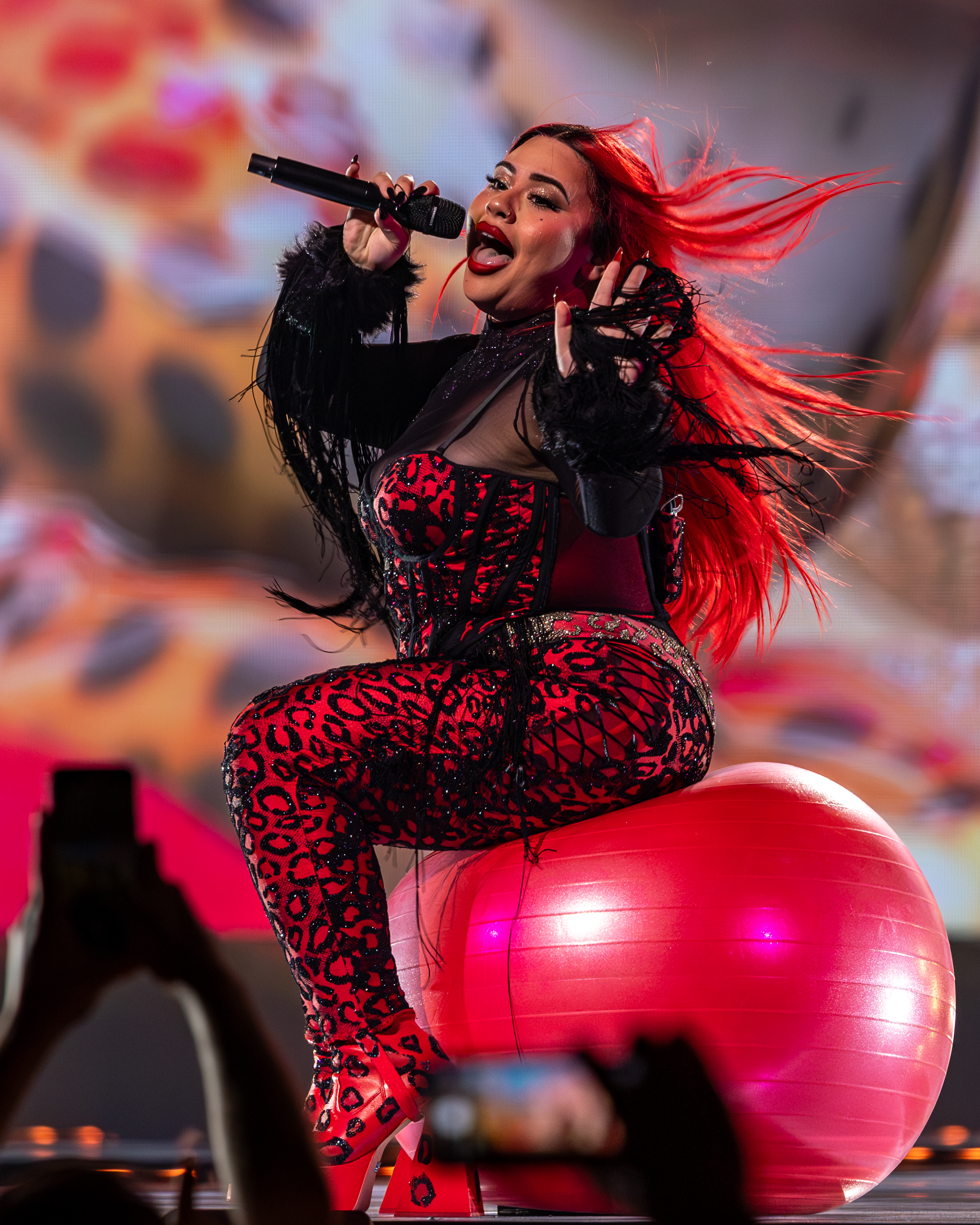
Виступ Міріани Конте з піснею «Serving» на сцені Євробачення 2025

У липні 2025 року Міріана Конте випустила нову пісню «GĦAJJEJT (i8)». Назва пісні — ще одна гра слів з використанням мальтійського слова «għajjejt», що означає «Я втомилася». У пісні,Міріана Конте зробила відсилання до своєю фрази про «beauty blender», а також про припинення цензури, ймовірно маючи на увазі цензурування мальтійського слова «Kant» під час пісенного конкурсу Євробачення. Того ж місяця Конте виступила на Лондонському прайді.

## Особисте життя
Конте ідентифікує себе як квір-людину і, станом на березень 2025 року, має дівчину.